# あさみ
あさみ（1984年7月17日 - ）は、日本の元歌手であり、女性アイドルグループカントリー娘。の元メンバー。
本名、木村 麻美（きむら あさみ）。元ハロー!プロジェクトメンバー。北海道苫小牧市出身。

## 略歴
1998年1月（中学1年の3学期）、この頃から花畑牧場で、犬ぞりの訓練を始める。
2000年2月、アイドルをさがせ!の犬ぞりレース企画に、一般参加の上級者として出演（同年2月29日放送）。
同年3月上旬、花畑牧場の実習生となる。同月に中学校を卒業。
同年4月1日、高校へは進学せず、花畑牧場に職員として正式採用。
同年5月30日、カントリー娘。の追加メンバーとして加入。Gatas Brilhantes H.P.設立当時からのメンバーである。ポジションはアラであったが、ピヴォに入る試合も多かった。背番号は8。
2006年11月25日、「2007年1月28日のコンサート『Hello! Project 2007 Winter 〜集結! 10th Anniversary〜』（横浜アリーナ）をもって、カントリー娘。およびハロー!プロジェクトを卒業する」ことが発表される。「動物関係の仕事に就くため頑張りたい」としている。2007年1月26日、Carezzaとの練習試合を最後にGatas Brilhantes H.P.を退団し、同月28日、カントリー娘。およびハロー!プロジェクトを卒業。
2009年8月29日、メロン記念日ライブツアー2009〜凱旋〜の札幌公演でゲスト出演し、カントリー娘。の楽曲を歌唱した。
芸能界引退後は地元・苫小牧のケアセンターで介護福祉士として働いていることを、2010年にアメーバブログにて公表した。
現在は、YouTuberとしてゲーム実況や、歌ってみたなどで活動しているがYouTubeでは公には発表出来ないことになっている。

## 作品

### 映像作品
- GyaO オリジナルドラマ 道徳女子短大 エコ研 第二話「39℃」 （2006年11月8日、ゼティマ）

## 出演

### バラエティ
- アイドルをさがせ! （テレビ東京）

### 映画
- カントリー・ガール 北海道牧場物語 （2000年7月31日）

### ラジオ
- MBSヤングタウン土曜日 （2002年4月6日 - 2004年4月3日、毎日放送ラジオ）

## 所属ユニット
- カントリー娘。 （2000年 - 2007年）
  - カントリー娘。に石川梨華（モーニング娘。） （2001年 - 2007年）
  - カントリー娘。に紺野と藤本（モーニング娘。） （2003年 - 2007年）
- シャッフルユニット
  - 7人祭 （2001年）
  - ハッピー7 （2002年）
  - 11WATER （2003年）
  - H.P.オールスターズ （2004年）
- Gatas Brilhantes H.P. （2003年 - 2007年）